# ویپینگن
ویپینگن (به آلمانی: Wippingen) یک شهر در آلمان است که در امسلاند واقع شده‌است. ویپینگن ۸۹۲ نفر جمعیت دارد.